# Rune Wahlberg
Rune Anders Wahlberg, född 15 mars 1910 i Gävle, död 26 januari 1999 i Vänersborg, var en svensk tonsättare, dirigent och pianist.

## Biografi
Rune Wahlberg studerade vid musikkonservatoriet i Stockholm 1928-1935 och musikkonservatoriet i Leipzig 1936-1937 där han avlade examen med dirigering som huvudämne. Han debuterade som pianosolist i Gävle 1929 och som dirigent där 1935. Han framträdde som pianosolist med symfoniorkestrar i Stockholm, Göteborg, Helsingborg och Gävle och som dirigent med många svenska orkestrar och körer. Statens tonsättarstipendium 1939. Under åren 1943-1951 var han kapellmästare vid Stora Teatern i Göteborg. Åren 1953-1957 var han kommunal musikledare i Kramfors, 1957-1964 i Hofors, 1964-1969 i Härnösand och 1969-1975 i Hudiksvall. Han verkade även som musikrecensent i dagspress.

## Verk (urval)
- Sju symfonier[9]
  - Nr 5 h-moll "Havet" 1979
  - Nr 7 "Jordesång" 1981
- Pianokonsert nr 1 1938[10][11]
- Festspel 1941[12]
- Ballad för piano och orkester 1946[8]
- Preludium, larghetto och fuga för orkester 1952
- Concerto barocco för violin och stråkorkester 1960
- Konsert för basklarinett och orkester 1961
- Nordisk svit 1963
- Pan och nymfer: Lyriskt intermezzo för flöjt och stråkorkester 1966/1974[13]
- Kammarmusik
  - Stråkkvartett 1972
  - Pianotrio 1977
  - Sonat för violoncell eller viola och piano 1983
- Pianoverk
- Körverk
- Sånger